# Тулейрі (Каліфорнія)
Тулейрі (англ. Tulare) — місто (англ. city) в США, в окрузі Туларе штату Каліфорнія. Населення — 68 875 осіб (2020).

## Географія
Тулейрі розташоване за координатами 36°11′51″ пн. ш. 119°20′15″ зх. д. / 36.19750° пн. ш. 119.33750° зх. д. (36.197436, -119.337407).  За даними Бюро перепису населення США в 2010 році місто мало площу 54,43 км², з яких 54,21 км² — суходіл та 0,22 км² — водойми.

## Демографія
Згідно з переписом 2010 року, у місті мешкало 59 278 осіб у 17 720 домогосподарствах у складі 14 070 родин. Густота населення становила 1089 осіб/км².  Було 18863 помешкання (347/км²).
Расовий склад населення:
| - 61,3 % — білих - 3,9 % — чорних або афроамериканців - 2,2 % — азіатів - 1,2 % — корінних американців - 0,1 % — вихідців з тихоокеанських островів - 26,5 % — осіб інших рас |

До двох чи більше рас належало 4,8 %. Частка іспаномовних становила 57,5 % від усіх жителів.
За віковим діапазоном населення розподілялося таким чином: 33,3 % — особи молодші 18 років, 57,7 % — особи у віці 18—64 років, 9,0 % — особи у віці 65 років та старші. Медіана віку мешканця становила 29,1 року. На 100 осіб жіночої статі у місті припадало 96,6 чоловіків;  на 100 жінок у віці від 18 років та старших — 93,9 чоловіків також старших 18 років.
Середній дохід на одне домашнє господарство  становив 60 629 доларів США (медіана — 46 659), а середній дохід на одну сім'ю — 64 845 доларів (медіана — 50 966). Медіана доходів становила 39 252 долари для чоловіків та 31 699 доларів для жінок. За межею бідності перебувало 21,7 % осіб, у тому числі 28,2 % дітей у віці до 18 років та 12,8 % осіб у віці 65 років та старших.
Цивільне працевлаштоване населення становило 23 696 осіб. Основні галузі зайнятості: освіта, охорона здоров'я та соціальна допомога — 20,2 %, роздрібна торгівля — 13,9 %, сільське господарство, лісництво, риболовля — 10,6 %, виробництво — 9,7 %.